# Gudatrigakwitl
Gudatrigakwitl ist der Name des Schöpfergottes der in Zentralkalifornien beheimateten Wiyote-Indianer (auch Wishok genannt). 
Der Überlieferung zufolge erschuf er zuerst ein Boot, danach die Menschen, denen er dann auch Pfeil und Bogen gab. Dies alles tat er ohne andere Hilfsmittel als die bloße Kraft seines Wunsches, indem er seine Hände zusammenlegte und wieder ausbreitete.